# Jiří Heblt
Jiří Heblt (* 7. dubna 1961, Litomyšl) je český římskokatolický kněz a pedagog.
Dětství prožil ve Sloupnici. Po vystudování stavební fakulty pracoval čtyři roky jako projektant v podniku Silnice Hradec Králové a teprve v roce 1990 začal studovat teologii. V roce 1995 byl vysvěcen na kněze a stal se farním vikářem nejprve ve Vrchlabí (1995-1996) a poté v Hradci Králové (1996-1997). V letech 1997 až 1999 pokračoval ve studiích v Římě, kde získal licenciát teologie.  
Po návratu působil v Dolním Újezdě, a to nejprve jako farní vikář, od roku 2001 jako administrátor a od 1. února 2008 jako farář. 1. srpna 2009 byl ustanoven arciděkanem v Chrudimi a administrátorem excurrendo farnosti Vejvanovice, od podzimu téhož roku byl také okrskovým vikářem chrudimského vikariátu. K 1. srpnu 2021 byl přeložen do Hradce Králové, kde jako farář spravuje farnost Pouchov a excurrendo farnost Lochenice. 
V rámci královéhradeckého biskupství zastává funkci okrskového vikáře vikariátu Hradec Králové, je členem sboru poradců a kněžské rady. 
Pedagogicky působí na Katedře kulturních a náboženských studií Univerzity Hradec Králové.